# Gerard van Spaendonck
Gerard van Spaendonck (Tilburg, 22 maart 1746 – Parijs, 11 mei 1822) was een Nederlands kunstschilder.
Gerard was een oudere broer van Cornelis van Spaendonck (1756-1840), die eveneens een bekend schilder was. In de jaren 1760-1769 studeerde hij in Antwerpen bij de decoratieschilder Willem Herreyns. In 1769 verhuisde hij naar Parijs, en in 1774 werd hij dankzij bemiddeling door Claude-Henri Watelet op 28-jarige leeftijd tot miniatuurschilder aan het hof van Lodewijk XVI benoemd. Hij exposeerde voor het eerst in 1777. In 1780 volgde hij Françoise Basseporte (1701-1780) op als hoogleraar bloemschilderen aan de Jardin des Plantes. Kort daarop werd hij gekozen tot lid van de Académie des beaux-arts.
Van Spaendonck schilderde zowel in olieverf als aquarel. Hij maakte meer dan vijftig werken voor de Vélins du Roi, een befaamde collectie botanische aquarellen in het bezit van de Franse koninklijke familie. Van 1799 tot 1801 publiceerde hij 24 platen van zijn Fleurs Dessinées d'après Nature (Bloemen getekend naar het leven); gravures voor studenten bloemschilderen van hoge kwaliteit. Tegenwoordig is Fleurs dessinées d'après nature een hoog aangeslagen boek op het gebied van bloemschilderen.
In 1788 werd Van Spaendonck benoemd tot adviseur van de Académie, en in 1795 was hij een der oprichters van het Institut de France. In 1804 kreeg hij het Legioen van Eer. Kort daarop werd hij door Napoleon Bonaparte in de adelstand verheven. Van Spaendonck overleed in 1822 op 76-jarige leeftijd.
Op Groeseindstraat 99 in Tilburg is een plaquette te zien waar voorheen het geboortehuis van de gebroeders van Spaendonck heeft gestaan. Het graf van Gerards minder bekende broer Cornelis/Corneille ligt naast dat van Gerard. Deze liggen pal achter het graf van Chopin.

## Werk in openbare collecties (selectie)
Nederland
- Noordbrabants Museum, 's-Hertogenbosch
- Rijksmuseum Amsterdam, Amsterdam
- Stadsmuseum Tilburg, Tilburg (alleen te zien tijdens exposities)

## Vernoemingen
De schilder heeft in enkele dorpen en steden een straat naar hem vernoemd gekregen. Onder andere in Tilburg, Vlijmen en Rosmalen.

## Bronnen

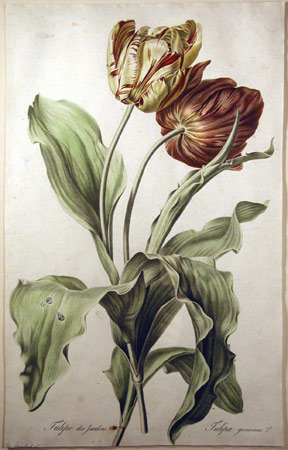
Tulipe des Jardins, door Gerard van Spaendonck